# Musique inspirée par J. R. R. Tolkien
L'œuvre de J. R. R. Tolkien a servi de source d'inspiration à de nombreux musiciens.
- Haut – A
- B
- C
- D
- E
- F
- G
- H
- I
- J
- K
- L
- M
- N
- O
- P
- Q
- R
- S
- T
- U
- V
- W
- X
- Y
- Z

## A
- David Arkenstone
  - L'album Music Inspired by Middle Earth (2001) est inspiré du Seigneur des anneaux.

- Amon Amarth : le nom du groupe signifie "Montagne du destin" dans une langue inventée par Tolkien, montagne dans laquelle Sauron a forgé l'anneau unique

## B
- Barclay James Harvest
  - L'album Once Again (1971) inclut la chanson Galadriel.

- Battlelore
  - Tous les albums du groupe sont inspirés de l'œuvre de Tolkien : ...Where the Shadows Lie (2002), Sword's Song (2003), Third Age of the Sun (2005), Evernight (2007), The Last Alliance (2008) et Doombound (2011).

- Blind Guardian
  - L'album Battalions of Fear (1988) inclut les chansons By the Gates of Moria et Gandalf's Rebirth.
  - L'album Tales from the Twilight World (1990) inclut la chanson Lord of the Rings.
  - L'album Nightfall in Middle-Earth (1998) est un album-concept qui suit l'histoire du Silmarillion.

- Carey Blyton
  - La Hobbit Overture (1967) s'inspire du Hobbit.

- Burzum : le nom de ce projet de Black Metal signifie "ténèbres" dans la langue maudite inventée par Tolkien

## C
- Camel
  - La suite Nimrodel/The Procession/The White Rider, sur l'album Mirage (1974), relate l'histoire de Gandalf.

- Bob Catley
  - L'album Middle Earth (2001) est inspiré du Seigneur des anneaux.

## E
- Enya
  - L'album Shepherd Moons (1991) inclut la chanson Lothlórien.
  - La chanson May It Be apparaît dans la bande originale du film Le Seigneur des anneaux : La Communauté de l'anneau (2001)
- Ed Sheeran
  - La chanson I See Fire (2013) apparaît dans l'album du film Le Hobbit : La Désolation de Smaug.

## G
- Glass Hammer
  - L'album Journey of the Dunadan (1993) s'inspire de l'histoire d'Aragorn.
  - L'album The Middle Earth Album (2001) s'inspire également du Seigneur des anneaux.
- Gorgoroth : le nom du groupe fait référence au plateau du Mordor sur lequel se trouve la Montagne du Destin.

## H
- Bo Hansson
  - L'album Music Inspired by Lord of the Rings (1970) est inspiré du Seigneur des anneaux.
- Jacques Higelin
  - La chanson Tom Bombadilom sur l'album Tombé du ciel (1988) est inspiré du personnage de Tom Bombadil.

## L
- Led Zeppelin
  - La chanson Ramble On, sur l'album Led Zeppelin II (1969), mentionne Gollum et le Mordor.
  - La chanson The Battle of Evermore, sur l'album Led Zeppelin IV (1971), s'inspire en partie de la bataille des Champs du Pelennor.
  - La chanson Misty Mountain Hop, sur l'album Led Zeppelin IV (1971), mentionne les Monts Brumeux dans son titre.

- Annie Lennox
  - La chanson Into the West apparaît dans la bande originale du film Le Seigneur des anneaux : Le Retour du roi.

## M
- Johan de Meij
  - La première symphonie de Meij s'intitule In de Ban van de Ring / The Lord of the Rings (1988).

- Mostly Autumn
  - L'album Music Inspired by The Lord of the Rings (2001) est inspiré du Seigneur des anneaux.

## N
- Leonard Nimoy
  - La chanson The Ballad of Bilbo Baggins, sur l'album Two Sides of Leonard Nimoy (1968), est dédiée à Bilbon Sacquet.
- Nazgûl : le nom du groupe fait référence aux neufs créatures imaginées par Tolkien

## O
- Sally Oldfield
  - La chanson Songs of the Quendi, sur l'album Water Bearer (1978), s'inspire des Elfes.

## P
- Pearls Before Swine
  - Les paroles de la chanson Ring Thing, sur l'album Balaklava (1968), reprennent le poème de l'Anneau.

## R
- Leonard Rosenman
  - Rosenman a réalisé la bande originale du film de Ralph Bakshi Le Seigneur des anneaux (1978).

- Rush
  - La chanson Rivendell, sur l'album Fly by Night (1975), décrit Fondcombe.

## S
- Aulis Sallinen
  - La symphonie no 7 de Sallinen s'intitule The Dreams of Gandalf (1995-1996).

- Howard Shore
  - Shore a réalisé la bande originale des films de Peter Jackson Le Seigneur des anneaux (2001-2003).

- Summoning
  - Tous les albums du groupe sont inspirés de l'œuvre de Tolkien : Lugburz (1995), Minas Morgul (1995), Dol Guldur (1996), Stronghold (1999), Let Mortal Heroes Sing Your Fame (2001) et Oath Bound (2006).

- Donald Swann
  - Swann a mis en musique plusieurs poèmes de Tolkien dans le cycle musical The Road Goes Ever On (1967), paru en même temps que l'album Poems and Songs of Middle Earth.

## T
- Chris Thile
  - L'instrumental Riddles in the Dark, sur l'album Not All Who Wander Are Lost (2001), s'inspire du chapitre éponyme du Hobbit. Le titre de l'album provient du poème de Bilbo sur Aragorn dans Le Seigneur des anneaux.

- Tolkien Ensemble
  - Les quatre albums du Tolkien Ensemble constituent une interprétation de l'intégralité des poèmes du Seigneur des anneaux : An Evening in Rivendell (1997), A Night in Rivendell (2000), At Dawn in Rivendell (2002) et Leaving Rivendell (2005).

- Emilíana Torrini
  - La chanson Gollum's Song apparaît dans la bande originale du film Le Seigneur des anneaux : Les Deux Tours (2002).

## W
- Rick Wakeman
  - L'album Songs of Middle Earth: Inspired by The Lord of the Rings (2002) reprend des compositions déjà parues sur les albums Heritage Suite (1993) et The Seven Wonders of the World (1995), avec de nouveaux titres faisant référence au Seigneur des anneaux.

- Wuthering Heights
  - L'album Far from the Madding Crowd (2004) inclut les chansons The Road Goes Ever On, Bad Hobbits Die Hard et Lament for Lórien.